# Luis Dibós Vargas-Prada
José Luis Dibós Vargas-Prada (Lima, 21 de febrero de 1946) es un agrónomo y político peruano. Fue alcalde del distrito de La Molina durante 2003 al 2010.

## Biografía
Nieto de Luis Dibós Dammert (hermano de Eduardo Dibós Dammert) y tataranieto de Juana Alarco Espinoza de Dammert. Hijo de Luis Dibós Cauvi y María Teresa Vargas-Prada Ugalde. Hermano de Carlos, Alfonso y Blanca (madre del actor y publicista Ramiro Alonso Dibós) y primo hermano del medallista olímpico en tiro en 1984 Francisco Boza Dibós
Realizó sus estudios en los colegios Inmaculado Corazón y San Pablo y en la Pontificia Universidad Católica del Perú, de la cual egresó como ingeniero agrónomo.
Antes de participar en la alcaldía de La Molina, desempeñó distintos cargos profesionales, como por ejemplo: Director Gerente de Grupo Salud S.R.L., Director Comité Especial de Privatización Pro-Inversión y Director de PromPerú.
Fue elegido 2 veces alcalde de La Molina, no obteniendo un tercer período en las elecciones municipales de Lima de 2010.
Su hijo es el cantante peruano Diego Dibós, vocalista de la banda TK.

## Vida política
Fue elegido alcalde del distrito de La Molina en las elecciones municipales distritales del 2002 para el periodo 2003 - 2006 y reelecto en las del 2006 para el periodo 2007 - 2010.

## Críticas y controversias
En el 2003 despidió a 100 empleados de la Municipalidad de La Molina pese a que garantizó la estabilidad laboral como parte de sus promesas de campaña.